# Großache
```
Großache
 là một con sông dài 
79 kilômét (49
 
mi)
, ở phía đông của bang 
Tyrol,
 
Áo
 và ở 
Bayern
 nó chảy vào hồ 
Chiemsee
, vùng Chiemgau.
```

## Tên
Con sông được biết đến bởi bốn tên khác nhau, mỗi tên áp dụng cho một phần đoạn sông khác nhau: phía trên Kitzbühel, nó được gọi là Jochberger Ache, từ Kitzbühel đến St. Johann ở Tyrol, Kitzbüheler Ache, ở giữa nó được gọi là Großache, một cái tên cũng được sử dụng cho toàn bộ khu vực của Áo, và ở vùng thấp hơn ở Đức với tên gọi là Tiroler Achen. Nó bắt đầu từ Đèo Thurn trên lãnh thổ bang Salzburg, đến biên giới Tyrol chỉ sau 400 mét (1.300 ft) và biên giới Đức sau 55 kilômét (34 mi), sau 24 kilômét (15 mi) gần Grabenstätt nó chảy vào hồ Chiemsee.
Großache không phải là con sông duy nhất có tên thay đổi ở biên giới hai quốc gia có chung ngôn ngữ. Một tên tiếng Áo của nó là Große Ache; ở bang Bayern được gọi là Tiroler Achen. Thuật ngữ Achen không phải là số nhiều, mà là một đặc thù của phương ngữ Bayern.